# Carrasquenya
Carrasquenya, o helicoïdal, és una varietat d'olivera ancestral antigament força comú a les comarques del Baix Ebre, el Montsià, el Priorat, la Ribera d'Ebre i la Terra Alta (a Catalunya) i també a l'Alt Palància, el Baix Maestrat, el Camp de Túria i la Plana Alta (al País Valencià). A Mallorca, la trobàvem també arreu de l'illa amb els noms de morruda o bé bonany. Actualment, ja sigui a Catalunya, al País Valencià o a Mallorca, només en queden exemplars molt antics i voluminosos així com dispersos, en especial al territori al voltant del riu Sénia. Seguint el curs de l'Ebre cap al nord, però, s'hi poden trobar també alguns altres exemplars dispersos fins a arribar a Comunitat Autònoma de la Rioja. Per tal que no se'n perdi la raça, es controla la conservació d'un exemplar a Ulldecona i també d'un altre ex-situ que, de fet, també procedeix d'Ulldecona. Aquest darrer es troba al centre de conservació del patrimoni genètic català Mas Bover, a Constantí, Tarragona.

## Característiques agronòmiques
L'olivera carrasquenya és un arbre molt vigorós, d'abundant ramificació, alternant en la producció, sensible a la sequera i amb baix rendiment d'oli del seu fruit al trull tot i que té un alt contingut en polifenols i àcid oleic. La seva floració és tardana i el seu fruit madura tardanament. El seu oli es considera equilibrat en boca .